# Malhação 1998-99
Título a ser usado para criar uma ligação interna é Malhação 1998-99.
A quinta temporada da série de televisão brasileira Malhação, popularmente chamada de Malhação.com ou de Malhação 1998-1999, foi produzida e exibida pela TV Globo de 5 de outubro de 1998 a 15 de outubro de 1999, em 264 capítulos.
Escrita por Andréa Maltarolli, com a colaboração de Glória Barreto, Maria Mariana, Mariana Mesquita, Patrícia Moretzsohn, Ricardo Hofstetter e Yoya Wursch, contou com a supervisão de texto de Charles Peixoto, Miguel Paixa e Ronaldo Santos. A direção geral foi de Flávio Colatrello Jr.
A primeira fase, exibida ao vivo, teve como único cenário o apartamento de Mocotó e apenas oito atores no elenco. Contava com a participação dos espectadores, que enviavam mensagens pela internet, e de diversos personagens das temporadas anteriores. Devido à rejeição do público, o formato foi cancelado e, a partir de 4 de janeiro de 1999, a academia retornou com um elenco maior e não mais ao vivo.
Contou com as atuações de André Marques, Juliana Baroni, Thaís Fersoza, Edward Boggis, Luigi Baricelli, Gisele Fraga, Dani Valente e Bruno Gradim.

## Enredo

### Primeira fase
A primeira fase da temporada se passa em um único cenário: o apartamento de Mocotó (André Marques). O rapaz começa a escrever um blog em homenagem à antiga academia Malhação na internet, contando com a ajuda dos amigos Cacau (Juliana Baroni), Flávia (Dani Valente), Isadora (Luíza Mariani), Tadeu (Alexandre Barillari), Barrão (Bruno Gradim) e Beto (Jonas Torres). A turma assistia vídeos das temporadas passadas como se fossem gravados pelos próprios personagens e recebiam a visita de alguns deles para relembrar fatos e temas pertinentes para Mocotó escrever no site. Além disso, ele lia opiniões dos internautas como se fossem comentários do blog.

### Segunda fase
Romão (Luigi Baricelli) reaparece com sua namorada Priscila (Gisele Fraga), dizendo que leu o blog de Mocotó e lhe propõe sociedade para reabrir a academia Malhação. Porém, a moça acaba infernizando a vida de Mocotó, uma vez que ele vê o negócio como um negócio lucrativo, mas também ser um ambiente saudável para agregar os amigos, enquanto ela só visa lucrar o máximo possível. Mocotó começa a namorar Cacau, mas o relacionamento fica estremecido quando ele se torna alvo da sensual Carla (Thaís Fersoza), até então namorada de Caio (Edward Boggiss), funcionário da academia, que não aceita perdê-la.
Marina (Natália Lage), irmã de Mocotó, vai morar com ele e aproveita a liberdade para "aprontar" com Duda (Giselle Policarpo) e Fabinho (Bruno De Luca). Ainda há as confusões criadas no "Paradinha", lanchonete da academia, por Bermuda (Anderson Müller) e Julieta (Adriana Bombom).

## Elenco
| Intérprete          | Personagem                     |
| ------------------- | ------------------------------ |
| André Marques       | Alexandre Ferreira (Mocotó)    |
| Juliana Baroni      | Cláudia Bezerra (Cacau)        |
| Thaís Fersoza       | Carla Duncan (Ursa)            |
| Edward Boggiss      | Caio                           |
| Luigi Baricelli     | Romão Marques Macieira         |
| Gisele Fraga        | Priscila                       |
| Dani Valente        | Flávia Ranieri                 |
| Bruno Gradim        | Thiago Barros (Barrão)         |
| Alexandre Barillari | Tadeu                          |
| Luíza Mariani       | Isadora Marques                |
| Daniela Pessoa      | Magali                         |
| Fernanda Badauê     | Laís                           |
| Natália Lage        | Marina Ferreira                |
| Gisele Policarpo    | Eduarda Quaresma (Duda)        |
| Bruno De Luca       | Fábio Gonzalez Filho (Fabinho) |
| Jonas Torres        | Beto                           |
| Maria Zilda Bethlem | Catarina da Silva Manhães      |
| Stepan Nercessian   | Petrucchio Ribeiro da Costa    |
| Cláudia Alencar     | Inês                           |
| Alexandre Frota     | Robson                         |
| Anderson Müller     | Bermuda                        |
| Adriana Bombom      | Julieta                        |
| Mônica Carvalho     | Verônica Paes                  |
| Vavá                | Chico Samba                    |
| Fly                 | Tite                           |

### Participações especiais
| Intérprete         | Personagem                                   |
| ------------------ | -------------------------------------------- |
| Ademir Zanyor      | Israel da Conceição                          |
| André Segatti      | Drago                                        |
| Ana Paula Tabalipa | Tainá                                        |
| Bruno Garcia       | Mário Zap                                    |
| Bianca Byington    | Dóris                                        |
| Carlos Machado     | Bené                                         |
| Carolina Kasting   | Irmã Laila                                   |
| Cássia Eller       | Ela mesma                                    |
| Cissa Guimarães    | Teresa Bezerra (mãe da Cacau)                |
| Fernanda Rodrigues | Luiza Pratta Gonzalez                        |
| Cláudio Heinrich   | Eduardo Kleber Siqueira Júnior (Dado)        |
| Cláudio Gabriel    | Grupo de Teatro (professor)                  |
| Cynthia Benini     | Laura                                        |
| Danton Mello       | Héricles Barreto                             |
| Débora Falabella   | Antônia                                      |
| Dill Costa         | Maria Candelária Felipe Santiago             |
| É o Tchan          | Eles mesmos                                  |
| Fat Family         | Eles mesmos                                  |
| Fernanda Souza     | Ela mesma                                    |
| Fred Mayrink       | Miguel (Guel, irmão de Antônia)              |
| Gustavo Haddad     | Plínio                                       |
| Iran Malfitano     | Carlos Eduardo (Cadu)                        |
| Jerusa Franco      | Gabriela                                     |
| John Herbert       | Nabuco                                       |
| Jota Quest         | Eles mesmos                                  |
| Juliana Martins    | Isabella Bittencourt (Bella)                 |
| Leonardo Vieira    | Zeca                                         |
| Lima Duarte        | Ele mesmo                                    |
| Luciano Szafir     | Sérgio Garcia (rival de Robson no jiu-jitsu) |
| Lúcio Mauro        | Manoel Ferreira                              |
| Luís Melo          | Renato                                       |
| Mariana Ximenes    | Ela mesma                                    |
| Marilu Bueno       | Ernestina                                    |
| Marinara Costa     | Milena                                       |
| Maurício Branco    | Ian                                          |
| Nelson Freitas     | Antonio (Tony Tiger)                         |
| Pedro Brício       | Ele mesmo                                    |
| Pedro Vasconcelos  | Victor Viana (Vudu)                          |
| Priscilla Campos   | Fernanda                                     |
| Raquel Nunes       | Pâmela Rodrigues (Pam)                       |
| Rodrigo Amaral     | Gargamel                                     |
| Rubens Caribé      | Aranha                                       |
| Sandra Barsotti    | Leda Lúcia                                   |
| Samantha Monteiro  | Joana                                        |
| Sílvia Salgado     | Mãe de Plínio e Pedro                        |
| Susana Werner      | Mariana                                      |
| Vera Zimmermann    | Rachel / Paula                               |
| Viviane Victorette | Tina                                         |

## Exibição
A reapresentação chegou a ser confirmada pelo Viva para o dia 1.° de junho de 2023, substituindo a 4.ª temporada no horário das 16h30. No entanto, a novela foi retirada da grade até então sem maiores explicações, tendo o seu espaço coberto pela maratona da série Tapas & Beijos e suas reprises pela série humorística Os Trapalhões. Em 23 de maio, o diretor de produtos digitais e canais fechados da Globo, Erick Bretas, e as mídias sociais do Canal Viva, em esclarecimento ao público, informaram que o real motivo da suspensão da exibição da trama se trata de uma falha em algumas fitas, que continham tanto a edição ao vivo, como de conteúdos gravados, podendo comprometer o entendimento da história. Por conta disso, foi informado que a novela seria disponibilizada pelo Globoplay no ano de 2024 com os capítulos disponíveis para transmissão.

### Outras Mídias
Em 29 de janeiro de 2024, foi disponibilizada pelo Globoplay, como parte do Projeto Resgate. No entanto, dos 264 capítulos exibidos somente 262 foram disponibilizados, entre eles os capítulos 1, 8 e 93 chegaram incompletos na plataforma, enquanto os capítulos 3 e 4 foram impossibilitados de serem resgatados devido ao péssimo estado de conservação das fitas originais, posteriormente o capítulo 1 foi recuperado na íntegra através de uma mídia alternativa.
Curiosamente, o terceiro capítulo continha um trecho da interação ao vivo onde um dos usuários inseriu a mensagem "Roberto Marinho traficante", e que havia se transformado em meme ao longo dos anos.

## Trilha sonora

### Nacional
1. Assim Caminha A Humanidade - Lulu Santos (Tema de Abertura)
2. É O Tchan No Havaí - É o Tchan
3. Sempre Assim - Jota Quest
4. Vietnan - Pavilhão 9 e Edu K (Tema de Caio)
5. Sou Boy -  Magazine
6. O Vento - Jota Quest
7. Dengosa - Karametade (Tema de Chico Samba)
8. Sonhos - Peninha
9. Fora da Lei - Ed Motta
10. Mapa Do Meu Nada - Cássia Eller
11. Desculpe o Auê - Rita Lee e Paula Toller (Tema de Cacau e Barrão)
12. No Balanço Da Cama (Nhec, Nhec, Roinc, Roinc) - Companhia do Pagode
13. Em Cada Sonho (My Heart Will Go On) - Sandy & Junior (Tema de Carla e Caio / Carla e Mocotó)
14. Sopa de Letra Companhia do Pagode
15. Só Love - Claudinho & Buchecha

### Internacional
1. Without You - Mariah Carey (Tema de Cacau e Mocotó / Carla e Mocotó)
2. As Long As You Love Me - Backstreet Boys
3. Miami - Will Smith
4. I Want You Back - 'N Sync
5. On Broadway - George Benson
6. Everybody - Backstreet Boys (Tema de Tite)
7. Diesel Power  - The Prodigy
8. I Like - Montell Jordan
9. Gettin' Jiggy Wit It - Will Smith

### E ainda:
1. Espelhos D'Água - Patrícia Marx (Tema de Carina e Téo)
2. Quit Playing Games - Two 4 U
3. Malandragem - Cássia Eller
4. A Alegria (Aeróbica do Senhor) - Padre Marcelo Rossi
5. Presente Que O Pai Nos Deu - Carolina Kasting
6. Mal Acostumada - Ara Ketu
7. São Salvador - Gal Costa
8. O Paraíso - Conexão Japeri
9. Pega No Bumbum - É o Tchan
10. Fun, Fun, Fun - The Beach Boys
11. Sonho Bom - Josye
12. Pega Leve - Muamba
13. Pink - Ultra Red
14. There is a Party - DJ Bobo
15. Every Breath You Take - Undercover
16. How It's Going To Be - Third Eye Blind
17. Lôrabúrra - Gabriel o Pensador
18. Dominique - As Marcianas
19. Te Levar - Charlie Brown Jr. (Tema de encerramento no último capítulo)